# Estación de Saint-Michel - Notre-Dame
Saint-Michel - Notre-Dame es una estación ferroviaria subterránea de las líneas B y C del RER situada en el V Distrito de París, en el centro de la ciudad.
Ofrece conexiones con la línea 4 y la línea 10 del metro parisino a través de largos pasillos que la enlazan con las estaciones de Saint-Michel y Cluny - La Sorbonne.

## Historia

### Estación RER B
Una estación bajo la plaza de Saint-Michel en sentido norte-sur era un viejo sueño de los ingenieros que diseñaron la línea que unía la orilla izquierda del Sena en París con Sceaux. Las estaciones terminales fueron primero Denfert-Rochereau, y más tarde Luxembourg, pero los medios de principios del siglo XX no permitían a las locomotoras de vapor recorrer un túnel con una pendiente tan fuerte además de los problemas que generaba la acumulación del vapor en el mismo.
En 1977, en el marco de la creación de la Red Exprés Regional (RER), la línea fue prolongada hasta la nueva estación subterránea de Châtelet-Les Halles. Sin embargo, aunque los andenes ya estaban construidos en 1977 al hacerse al mismo tiempo que la línea, los accesos presentaban mayores dificultades al estar en un terreno inestable y no se acabaron hasta 1988, fecha en que la estación quedó unida a la de la línea RER C y todo el conjunto adopta el nombre de Saint Michel-Notre Dame. La estación de la línea B pertenece a la RATP.
Gracias a la apertura de esta estación de la línea RER B y la necesidad de tener varias salidas para una mejor evacuación de los viajeros que llegan a esta estación, que son muchos, se reabrió al tráfico la estación de Cluny - La Sorbonne de la línea 10.
En 25 de julio de 1995 la estación fue escenario de un atentado con bomba preparado por Khaled Kelkal en un tren que costó la vida a 8 personas y dejó 117 heridos. Una placa conmemorativa recuerda el drama junto al lugar donde estalló la bomba.

### Estación RER C
La estación de la línea RER C es heredera de la red ferroviaria de la Compañía París-Orleans. Esta compañía poseía la estación de Austerlitz, pero su red no tenía salida hacia el centro al situarse en un barrio del sur y mal servido, lo que motivó la prolongación de la red hasta la estación de Orsay con motivo de la Exposición Universal de 1900 a lo largo de la ribera izquierda del río Sena.
Así se construyó una estación intermedia bajo los muelles del río casi al nivel del mismo para la correspondencia pocos años después con el metro. La estación llevaba el nombre de Pont Saint-Michel, que mantuvo hasta la apertura de los andenes de la línea RER B. Esta estación tenía mala reputación por su estrechez (andenes de menos de 2 metro de ancho), su oscuridad y su situación entre curvas y contracurvas que impedía al jefe de tren o al conductor observar el conjunto de la estación al cerrar las puertas.
Al crear la línea RER C la estación fue ligeramente ampliada y equipada de cámaras que permitieran un mejor control de los andenes antes del cierre de puertas. A diferencia de la estación de la línea RER B, esta pertenece a la SNCF y sus andenes a RFF (Réseau Férré de France)

## Accesos
Actualmente dispone de muchos accesos en superficie para hacer frente a:
- Un gran número de viajeros, entre los cuales muchos son turistas.
- Importancia turística, universitaria, jurídica y económica de los barrios que rodean la estación.

Los accesos propios de la línea B se extienden desde la plaza que está frente a la Catedral de Notre-Dame de París hasta el Bulevar Saint-Germain (atravesando la estación de Cluny - La Sorbonne). Los accesos de la línea C a lo largo del muelle (quai) Saint-Michel.

## Turismo
En los alrededores de la estación se encuentran los siguientes lugares de interés turístico:
- Barrio Saint-Michel: Plaza, fuente, artesanías (C/ Saint-André-des-Arts), librerías, cafés...
- Catedral de Notre-Dame de París
- Isla de la Cité y sus principales monumentos:
  - Palacio de Justicia y Sainte-Chapelle.
  - Mercado de las Flores.
- Barrio Latino de París: numerosas facultades, cines, institutos reputados y el antiguo monasterio de la Orden de Cluny donde está el museo nacional de la Edad Media.